# Velké Topolové jezero
Velké Topolové jezero (rusky Большое Топольное озеро) je jezero v Kulundské stepi na dolním toku řeky Burly v Altajském kraji v Rusku. Leží v nadmořské výšce 98 m. Má rozlohu 76,6 km². Průměrně je hluboké 2,1 m a dosahuje maximální hloubky 2,4 m.

## Pobřeží
Jižní břeh je bažinatý.

## Vodní režim
Zdroj vody je převážně sněhový. Jezerem protéká řeka Burla.

## Využití
V roce 1966 byla při odtoku řeky Burly z jezera vybudována přehradní hráz za účelem regulace jeho hladiny. Na jezeře je rozvinuté rybářství.

## Okolí
Severovýchodně od jezera se nachází Malé Topolové jezero.